# Jairo Salas
Salas  Atehortúa est un nom espagnol. Le premier nom de famille, en général paternel, est Salas ; le second, en général maternel, souvent omis, est Atehortúa.
Jairo Alonso Salas Atehortúa, né à Amagá (département d'Antioquia) le 2 juin 1984, est un coureur cycliste colombien des années 2000 et 2010, professionnel de 2007 à 2009. Il signe pour la saison 2013 avec l'équipe Aguardiente Antioqueño - Lotería de Medellín. Il est considéré comme l'un des meilleurs sprinteurs du peloton national colombien.

## Biographie

### Année 2012
Malgré des victoires dans des classements annexes (comme les classements des étapes volantes de la Clásica de Anapoima, de la Vuelta Nacional Marco Fidel Suárez ou de la Clásica de Girardot), sa saison peut être considérée comme décevante puisqu'il ne remporte qu'une victoire dans l'année.
En mai, il profite de la troisième étape de la Clásica de los Héroes de la Patria pour s'imposer pour la seule et unique fois de la saison. Il devance un peloton d'une trentaine d'hommes, à l'issue du sprint, couronnant, ainsi, le travail de son équipe.
Moins d'un mois plus tard, il est au départ du 62e Tour de Colombie. Lors de la deuxième étape, qui se termine au sprint, seul l'Italien Marco Zanotti le prive de la victoire. Trois jours plus tard, c'est, cette fois, Juan Pablo Forero qui lui subtilise le bouquet du vainqueur. Salas ne peut remonter Forero qui a négocié en tête la dernière courbe avant l'arrivée. En outre de ces deux deuxièmes places, il finit cette Vuelta, troisième du classement de la régularité.  
Reconnu pour sa présence lors des sprints d'étapes volantes ou aux lignes d'arrivée, il quitte la formation GW Shimano, après y avoir passé trois saisons. Il y était une pièce maîtresse, aidant son leader Félix Cárdenas a remporté le championnat national, le Clásico RCN ou ses Tour de Colombie. Le petit sprinteur signe pour l'équipe de son département Aguardiente Antioqueño - Lotería de Medellín. Il déclare réalisé un rêve qu'il a depuis ses débuts dans le cyclisme et tient, également, a remercié le directeur sportif de son ancienne formation, Luis Alfonso Cely qui l'a enrôlé lorsqu'il s'est retrouvé sans équipe.
Ses derniers résultats probants de l'année, il les obtient au Clásico del Periódico El Colombiano. Il termine deuxième de la première étape, derrière son équipier Weimar Roldán, vainqueur légèrement détaché. Le lendemain, il finit à la même place au classement général final, précédé par Félix Cárdenas. Le même jour, il se marie avec sa compagne avec laquelle, il a une fille.

### Année 2013
La saison cycliste colombienne commence, véritablement, à la fin mars, par la Vuelta al Valle. Dès la troisième étape, à deux jours du terme de l'épreuve, il remporte le classement des étapes volantes, signant ainsi son intégration dans sa nouvelle formation. Il faut attendre, deux mois, pour le voir réapparaître en tête d'un classement. À la fin mai, il s'impose dans celui des étapes volantes de la Vuelta a Antioquia.

## Palmarès sur route
- 2005
  - 1re étape du Clásico RCN
- 2006
  - 3e, 10e et 12e étapes du Tour du Guatemala
- 2007
  - 3e étape du Tour du Guatemala
- 2008
  - 13e étape du Tour du Guatemala
- 2010
  - 1re étape du Clásico RCN (contre-la-montre par équipes)
- 2011
  - 10e étape du Tour de Colombie
- 2013
  - 3e étape du Clásico RCN
- 2014
  - 11e étape du Tour de Colombie
- 2016
  - 9e étape du Tour de Colombie
  - 8e étape du Clásico RCN
- 2017
  - 1re étape du Clásico RCN
- 2018
  - 10e étape du Clásico RCN

## Palmarès sur piste

### Championnats de Colombie
- Barranquilla 2009
  -  Médaillé d'argent de la poursuite par équipes (avec Stiber Ortiz, Weimar Roldán et Jaime Suaza)[13].
- Cali 2015
  -  Médaillé d'or de la poursuite par équipes (avec Arles Castro, Brayan Sánchez et Kevin Ríos)[14].

## Classements mondiaux
| Année            | 2007 | 2008 | 2009 | 2010 | 2011 | 2012 | 2013 | 2014 |
| ---------------- | ---- | ---- | ---- | ---- | ---- | ---- | ---- | ---- |
| UCI America Tour | 94e  | 194e | 247e |      |      | 238e |      | 285e |